# جزیره آننکوف
جزیره آننکوف (به انگلیسی: Annenkov Island) یک جزیره و منطقه حفاظت‌شده در بریتانیا است که در جزایر جورجیای جنوبی و ساندویچ جنوبی واقع شده‌است.

## خصوصیات
جزیره آننکوف Uninh نفر جمعیت دارد و ۶۵۰ متر بالاتر از سطح دریا واقع شده‌است.